# Espectro político

El modelo de cuadrantes de un plano de coordenadas cartesianas llamado brújula política que muestra dos ejes: derecha-izquierda, y autoritario-libertario — uno de los modelos utilizados para representar el espectro político

Se llama espectro político al ordenamiento visual de grupos u organizaciones políticas de acuerdo con ciertos ejes conceptuales. Este tipo de ordenamiento está condicionado por las situaciones históricas, sociales y el sistema de partidos de una sociedad. Existen varios tipos de espectros políticos, según el eje conceptual que se adopte. Uno de los más conocidos es el eje izquierda-derecha. Otra variante es seguir el eje dependencia-soberanía nacional, sobre todo en términos económicos, según los mayores o menores grados de autonomía propuestos para los estados nacionales. Otras variantes siguen ejes como conservación-cambio, el grado de seguimiento de las expectativas populares (relacionado con los conceptos de populismo y gobernabilidad) o la ubicación con respecto a determinados principios religiosos. Originalmente la ciencia política europea consideró un espectro político unidimensional, a partir del eje exclusivo izquierda-derecha. Modernamente muchos países, regiones y organizaciones han mostrado espectros políticos más complejos, que toman en cuenta varios ejes y dimensiones, que no pueden ser encasillados en un solo punto de ninguno de los espectros políticos.

## Diferentes espectros políticos
El punto de partida para determinar el espectro político es asumir que las opiniones de los ciudadanos sobre diferentes asuntos muestran una correlación notable, o que hay un asunto esencial que subsume o domina los demás. Para que exista un espectro político debe existir una gama de valores y creencias. Los sistemas políticos en los que la mayor parte de la población queda claramente dentro de un grupo u otro, sin nadie entre medio, como en la mayor parte de los conflictos de tipo nacionalista, no se pueden describir bien por medio de un espectro político. Originalmente el espectro político se consideró como unidimensional (izquierda-derecha), y de hecho en muchos países el principal eje de variación se alinea con las diferencias típicas entre izquierda política y derecha política. Sin embargo, en muchos países y regiones el espectro político puede ser bidimensional o tridimensional, ya que pueden existir otras cuestiones altamente independientes del alineamiento derecho-izquierda que configuran las preferencias políticas:
- En un país islámico moderno, por ejemplo, el espectro político se puede establecer a lo largo de la línea de pensamiento respecto al papel del clero en el gobierno. Aquellos que creen que los religiosos deben tener la capacidad de aplicar la ley islámica en un lado y aquellos que defienden una sociedad laica en el contrario, con moderados de varios niveles entre ambos.
- En Taiwán, el espectro político lo definen la posible reunificación de China y la consecución de la plena independencia taiwanesa.
- En naciones sometidas a dominación colonial o neocolonial pueden existir además de alineamientos de izquierda/derecha, posicionamientos relacionados con la postura ante esa dominación, identificados según un eje frecuentemente denominado "nacional-antinacional". Las fuerzas que adoptan una postura de rechazo o lucha contra el colonialismo, suelen utilizar denominaciones como "nacional", "antiimperialista" o "de liberación nacional". Este espectro es muy frecuente en América Latina, Asia y África. En el caso de la República Argentina, el politólogo canadiense experto en Argentina, Pierre Ostiguy, plantea la existencia de un esquema bidimensional, donde, además de izquierda y derecha existe un eje vertical diferenciado entre el "alto" y el "bajo", de carácter sociocultural.

- En territorios autónomos donde viven personas de diferentes nacionalidades o etnias, pueden existir además de posicionamientos de tipo izquierda/derecha, posicionamientos de tipo nacionalista/no nacionalista dando lugar a espectros políticos claramente bidimensionales (tal es el caso de Andalucía, Cataluña o País Vasco donde existen partidos de cuatro opciones básicas: nacionalista de izquierda, nacionalista de derecha, no-nacionalista de izquierda y no-nacionalista de derecha; o los países latinoamericanos ).

## Izquierda y derecha

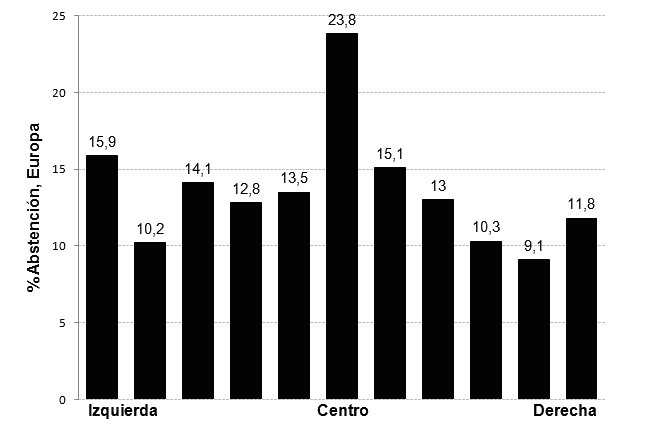
Abstención por ideología (parte del espectro político) para Europa en 2008. Puede observarse que el centro político es el sector más abstencionista. La abstención disminuye hacia los extremos y vuelve a aumentar en la extrema izquierda y la extrema derecha, dentro de las cuales existen personas que no consideran legítimo al sistema político.

En el mundo occidental el espectro político se describe habitualmente a lo largo de una línea que va de derecha a izquierda. Este espectro político tradicional está definido a lo largo de un eje con el conservadurismo y la teocracia (“la derecha”) en un extremo y el socialismo y el comunismo (“la izquierda”) al otro (el fascismo depende de las interpretaciones del eje derecha-izquierda, véase más adelante). En Norteamérica y Europa, el término liberal se refiere a una amplia gama de posiciones políticas, a menudo consideradas divergentes entre los Estados Unidos y el resto del mundo. Esto es porque el término "liberal" en Estados Unidos no hace referencia al liberalismo sino a la izquierda. El término usado para referirse a lo relacionado con liberalismo en Estados Unidos es "libertario". Esto es en parte cierto también en Canadá, con los partidos Liberal y Conservador encarnado el eje izquierda-derecha.
El sociólogo Robert M. MacIver anotó en The Web of Government (1947), traducción del inglés:

La derecha siempre es el sector de partido asociado con los intereses de las clases altas o dominantes, la izquierda el sector de las clases bajas económicamente o en lo social, y el centro de las clases medias. Históricamente este criterio parece aceptable. La derecha conservadora defendió prerrogativas, privilegios y poderes enterrados: la izquierda los atacó. La derecha ha sido más favorable a la posición aristocrática, y a la jerarquía de nacimiento o de riqueza; la izquierda ha luchado para la igualación de ventaja o de oportunidad, y por las demandas de los menos favorecidos. Defensa y ataque se han encontrado, bajo condiciones democráticas, no en el nombre de la clase pero sí en el nombre de principio; pero los principios opuestos han correspondido en términos generales a los intereses de clases diferentes.

### Múltiples interpretaciones del eje derecha-izquierda
Existen diversas opiniones sobre qué es lo que se mide realmente a lo largo de este eje. A continuación se presentan una serie de dicotomías, cada uno de los términos dicotómicos se prefiere más en la derecha o la izquierda (aunque pueden existir personas o grupos de izquierda o derecha que no se adhieran a todas y cada uno de los términos dicotómicos preferidos en su parte del espectro):
- La participación del gobierno en la economía debe ser intervencionista/socialista (izquierda) o laissez faire/capitalista (derecha). Esta ha sido la distinción fundamental en la mayoría de los países durante la mayor parte del siglo XX.
- La participación del gobierno en los asuntos éticos debe ser mínima (derecha) o reguladora (Izquierda). Si bien existe una derecha conservadora (reguladora) y una izquierda libertaria (intervención mínima).
- El gobierno debe ocuparse de asuntos como la sanidad y las pensiones (izquierda) o los individuos deben encargarse de los mismos (derecha).
- En los asuntos económicos y financieros, la tendencia hacia la seguridad económica (izquierda) o hacia la libertad económica (derecha).
- Los partidarios del cambio (izquierda) y aquellos que prefieren mantener el orden establecido (derecha). Propuesta de Eric Hoffer.
- Creencia en que la sociedad humana es maleable (izquierda) o fija (derecha). Propuesta de Thomas Sowell.

- Los bienes de producción deben ser de propiedad pública (izquierda) o privada (derecha).

- En caso de buscar la equidad se prefiere la igualdad de resultados (izquierda) o igualdad de oportunidades (derecha).

- Toda sociedad humana usa mecanismos para conseguir los objetivos, entre ellos está la cooperación (preferida por la izquierda) y la competición (preferida por la derecha).

### Origen histórico de los términos
Las nociones de "derecha" e "izquierda" políticas tienen su origen en el parlamentarismo europeo, puntualmente, luego de la Revolución francesa en la Asamblea Nacional Constituyente, donde las distintas facciones o tendencias políticas se distribuían en el recinto según su ideología. Como se ve desde el asiento del Presidente en el frente de la Asamblea, la aristocracia se sentaba a la derecha (tradicionalmente el asiento de honor) y los plebeyos se sentaban a la izquierda, de ahí los términos derecha política e izquierda política.
Originalmente, el punto definitorio en el espectro ideológico era el Ancien Régime ("antiguo orden"). Así pues, la "derecha" implicaba el apoyo a los intereses aristocráticos o reales y la iglesia, mientras que la "izquierda" implicaba el apoyo al republicanismo, el secularismo y las libertades civiles.

## Espectros alternativos
Hay quienes creen que no es obvio que tantos y tan variados aspectos estén relacionados. Dicen que es muy confuso hablar de derecha e izquierda sin indicar exactamente a lo que uno se refiere. Creen que el problema está en establecer un contexto, definiendo los ejes sobre los que se graduaran las diferentes posiciones.
Sin embargo, el uso del espectro derecha-izquierda es tan habitual que se asume como algo natural. A los estudiosos les cuesta crear conceptos que sirvan de alternativa al mismo. A pesar de esa dificultad, existen numerosas alternativas, desarrolladas por pensadores que creen que sus ideas no están correctamente representadas en el tradicional espectro derecha-izquierda.
Quizá la alternativa más simple al espectro derecha-izquierda fue diseñada en los Estados Unidos como arma retórica durante la Guerra Fría. Se trataba de un círculo en el que los extremos del espectro político se unían, convirtiendo en iguales al “socialismo de Estado extremo” (el Partido Comunista) y el “conservadurismo extremo” (el Fascismo). Esta vinculación era particularmente útil para aquellos que rechazaban cualquier tipo de acercamiento a la Unión Soviética.
Otro espectro alternativo es el que ofrece el conservador American Federalist Journal, que subraya el grado de control político y, en consecuencia, coloca el totalitarismo (vinculado al populismo) en un extremo y al anarquismo (vinculado a la autonomía individual) en el contrario. Esta publicación utiliza este sistema para mostrar a los demócratas (del Partido Demócrata) y a los Libertarios (en la acepción estadounidense) como cercanos a los dos extremos opuestos. Este sistema no parece muy creíble a la mayoría, ya que las posiciones políticas aludidas son esencialmente moderadas. Otra alternativa ha ganado popularidad recientemente entre los ecologistas. Utiliza un solo eje para medir lo que es bueno para la Tierra en oposición a lo que es bueno para el "mercado". En otras palabras, la ideología ecologista plantea clasificar las actividades humanas si buscan el Productivismo, el crecimiento hasta el agotamiento de los recursos naturales y la destrucción del equilibrio sistémico de los ecosistemas o, por el contrario, se plantean un equilibrio en el Decrecimiento.
En 1998, la autora política Virginia Postrel, en su libro The Future and Its Enemies, ofrecía un espectro sobre un solo eje, que graduaba la propia visión del futuro. En un extremo se encuentran aquellos que temen al futuro y quieren controlarlo, a los que Postrel llama estaticistas (stasists). Por otra parte, tenemos a aquellos que quieren que el futuro se desarrolle naturalmente, sin intentos de planificación ni control y permanencia estática, a los que llama, por su voluntad dinámica, dinamistas (dynamists).

### Otros ejes que merecen consideración

Divisiones normales en la política

- Estatismo (socialismo de Estado, comunismo, totalitarismo, fascismo) frente a Individualismo o privatismo (libertarismo, objetivismo, liberalismo).
- Papel de la religión: clericalismo contra anticlericalismo. El papel de la religión queda subsumido en la visión general del eje derecha-izquierda, aunque en Europa el eje clericalismo-anticlericalismo muestra una correlación mucho menor con el eje derecha-izquierda.
- Lo urbano frente a lo rural: El conflicto entre el desarrollo urbano y el desarrollo rural, o entre la centralización y la descentralización del estado.
- Política internacional: aislacionismo (la nación debe limitarse a sus propios asuntos) frente a intervencionismo (la nación debe ejercer poder en el exterior para conseguir sus objetivos políticos) y contra el expansionismo (aumento del territorio nacional).
- Políticas de mercado: socialismo de Estado (el gobierno debe controlar la productividad económica) contra el  laissez faire (el gobierno no debe intervenir en el mercado, dejando libertad a los individuos para desarrollar actividades económicas libremente consentidas) y frente a corporativismo (el gobierno debe subsidiar o defender los negocios que funcionan) .
- Violencia política: pacifismo (las opiniones políticas no deben imponerse mediante el uso de la fuerza) frente a militancia o militarismo (militancy) (la violencia es una forma legítima o necesaria de expresión política). Informalmente, nos referimos a estos grupos como "palomas" y "halcones", respectivamente.
- Comercio exterior: globalización (los mercados económicos mundiales deben pasar a ser integrados e interdependientes) frente a autarquía (la nación o unidad política debe buscar la independencia económica) o la integración regional (varias naciones deben integrarse en bloques regionales a fin de reducir las asimetrías globales y compensar el poder de las grandes potencias y empresas multinacionales).
- Diversidad: multiculturalismo (la nación debe representar una diversidad de ideas culturales) frente a asimilacionismo o nacionalismo (la nación debe representar al grupo étnico dominante).
- Participación: Democracia (participación de la mayoría en el gobierno) frente a oligarquía (gobierno de un limitado grupo número de personas) y a república (un compromiso entre ambos – este es un uso especializado del término basado en una interpretación de la historia clásica).
- Libertad: Libertad positiva (tener derechos que obligan a otros) frente a libertad negativa (libertad frente a la interferencia de los demás).
- Progreso: radicales (que creen en el cambio profundo y rápido) frente a moderados (que creen en cambios mínimos y cautelosos).

## Modelos de múltiples ejes

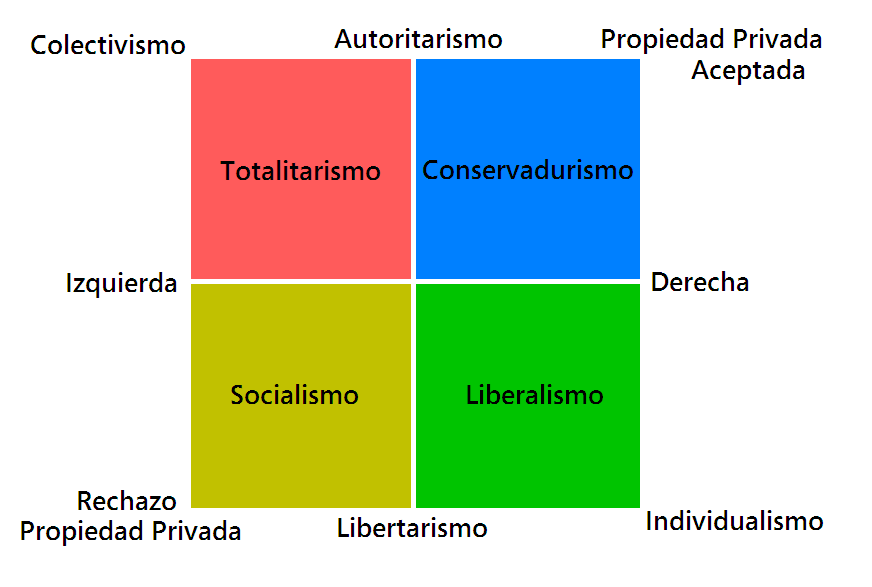
Espectro político que muestra dos ejes: derecha-izquierda, y autoritario-libertario.

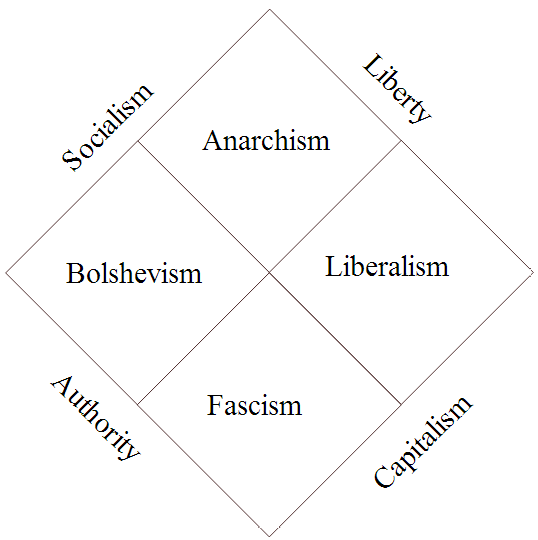
Un gráfico de dos ejes, que no incluye explícitamente el eje izquierda-derecha.

Los modelos de un solo eje están excesivamente simplificados y acaban uniendo propuestas políticas claramente diferenciadas. En particular y como se ha visto antes, existen muchas formas de definir el espectro derecha-izquierda, que no darían lugar a las mismas clasificaciones.
Gran parte de la filosofía política que ha surgido en los últimos dos siglos no encaja en la línea unidimensional derecha-izquierda, en particular el anarquismo y el libertarismo. Se asume que el anarquismo es “de izquierda”, mientras que el liberalismo libertario es “de derecha”. Sin embargo, en el espectro unidimensional, el anarquismo ocupa prácticamente la misma posición que el marxismo. El anarquismo implica el rechazo al gobierno y al control social, mientras que las teorías comunistas pretenden el control social de muchas actividades. En el otro extremo del extremo político, el liberalismo libertario se encuentra en el mismo lugar que el fascismo, o por lo menos que el capitalismo conservador rígidamente autoritario.
Para resolver problemas de incoherencia en algunos espectros, se han planteado varias propuestas para crear sistema de dos ejes, que combine dos modelos de espectro político unidimensional como sus ejes.
La primera persona que diseñó un sistema de dos ejes fue Hans Eysenck en su libro de 1964 "Sense and Nonsense in Psychology". A partir del espectro tradicional “derecha-izquierda”, Eysenck añadió un eje vertical que iba de las tendencias autoritarias (tough-mindedness) a las tendencias democráticas (tender-mindedness). El efecto de este nuevo eje es que aquellos que tienen ideas muy diferentes con respecto a la autoridad, pero tienen las mismas en el eje “derecha-izquierda”, puedan ser distinguidas (gente como Stalin y Noam Chomsky en la izquierda, o Augusto Pinochet y Friedrich Hayek en la derecha).
De modo similar, se puede considerar los asuntos relativos a la propiedad colectiva/privada en el eje horizontal y el espectro desde el control individual de la sociedad al estatal en el eje vertical.
Es de notar que este modelo de dos ejes carece de ciertos matices en cuanto a qué es control. Por ejemplo, se podría querer dividir la cuestión en asuntos de libertades personales y otras. Por ejemplo, hasta el siglo XX los EE. UU. concedieron gran margen de maniobra a sus ciudadanos en lo referente a su seguridad personal (derecho a portar armas), a la vez que regulaba las actividades sexuales incluso entre adultos en privado (ley Comstock, leyes de sodomía). Más aún, no existe un lugar claro en el que ubicar ideologías como el feminismo y el ecologismo. Una tercera o incluso una cuarta dimensión serían necesarias para acomodarlas, lo que convertiría el modelo en algo demasiado complejo como para ser utilizado.
El modelo utilizado por la Brújula Política es muy similar al gráfico de Eysenck, solo que mide en el eje vertical la libertad social en lugar de la tendencia democrática o autoritaria.

### Gráfico de Nolan

Un gráfico del espectro político; una variante del gráfico de Nolan.

Similar al gráfico utilizado por la Brújula Política (the Political Compass) es el gráfico de Nolan, creado por el libertario David Nolan en 1971, con dos ejes (económico y político) perpendiculares entre sí. A menudo se muestra el gráfico rotado 45 grados. Este gráfico muestra lo que él considera “libertad económica” (materias fiscales, comerciales y de libre empresa) en su eje x y lo que él considera "libertad personal" (legalización de drogas, aborto, servicio militar) en el eje y. Esto sitúa a los izquierdistas y socialistas en el cuadrante izquierdo, a los libertarios y anarquistas arriba, a los derechistas y conservadores a la derecha, y a los autoritarios y populistas abajo.

### Gráfico de Pournelle
Un cuarto modelo, muy diferente, de dos ejes ha sido creado por Jerry Pournelle. El gráfico de Pournelle muestra la libertad (una dimensión similar a la diagonal del gráfico de Nolan, con aquellos a la izquierda aspirando a la libertad y aquellos a la derecha en busca del control) perpendicular a la creencia en el poder de propia filosofía política de elección (situando arriba a aquellos que creen que todos los males que su ideología pretende combatir desaparecerían si los mismos se instituyeran y debajo a aquellos que están reducidos a un vínculo ciego y celebratorio de su ideología, por el mero hecho de serlo – el comunista que ya no cree que la emancipación llegará, el anarquista que pone bombas por diversión…).

### Modelos de tres ejes (cubos)

#### Modelo de Friesian
Incluso existen modelos de tres ejes. El Friesian Institute ha sugerido un gráfico de Nolan modificado que combina la libertad económica y la libertad personal con la libertad positiva, creando un cubo. El gráfico de Vosem divide los ejes del de Nolan en dos, economía colectiva (corporate economics) e individual (individual economics), que se combinan con la libertad civil para formar un cubo.

#### Modelo ecologista

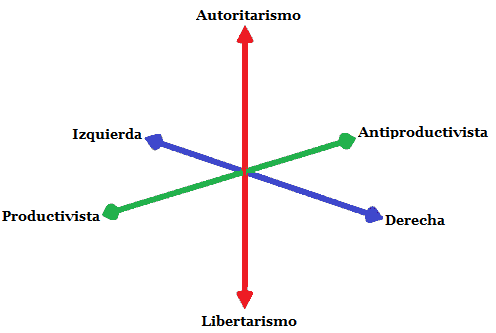
Clasificación tridimensional de la política. Eje rojo «autoritarismo-libertarismo»; eje azul «derecha-izquierda»; eje verde «productivista-antiproductivista»

Para que el ecologismo deba ser considerado como ideología política, el activista e investigador ecologista Florent Marcellesi propone el tercer eje «productivismo-antiproductivismo» además de los dos ejes típicos «izquierda-derecha» y «autoritario-libertario» de la clasificación bidimensional conformando así un nuevo sistema tridimensional de la clasificación de ideologías políticas.